# 레저 (영화)
레저(Leisure)는 오스트레일리아에서 제작된 브루스 페티 감독의 1976년 애니메이션 영화이다.
제49회 아카데미상 시상식에서 아카데미 단편 애니메이션상을 수상했다.